# 牧华路站
牧华路站是成都地铁19号线二期的一座车站。本站于2023年11月28日随19号线二期的开通而启用。

## 车站概要
本站位于成都市双流区牧华路三段与物联大道交叉路口东侧，跨牧华路三段沿怡心湖干渠绿化带呈南北向设置。因位于牧华路而得名。

## 车站结构
牧华路站为地下二层岛式站台车站，大里程端配线段为三层，全长867.809米，标准段宽度27.6米，有效站台长186米，站后接入长顺村停车场。车站采用明挖法施工。
| 地面                             | 0    | 出口A/B |
| 地下一层                         | 站厅 | 自助购票 客服中心 无障碍卫生间 哺乳室                                                                                          |
| 地下二层                         | 站台 | \| \| \| 19号线往金星（温家山） \| \| 島式 · 開左邊车门 · 无障碍卫生间 \| \| \| \| \| \| 19号线往天府机场北[註 1]（怡心湖） \| |
|                                  |      | 19号线往金星（温家山） |
| 島式 · 開左邊车门 · 无障碍卫生间 |      | |
|                                  |      | 19号线往天府机场北（怡心湖）                                                                                                   |

## 出入口
本站目前开放2个出入口。
|          |            |                              |      |
| 编号     | 设施       | 指示                         | 照片 |
|          | 无障碍电梯 | 牧华路三段、协和大道、长牧路 |      |
| 出口 · B | 无障碍电梯 | 牧华路三段、怡华路、怡腾路   |      |

## 历史
- 在原建设规划方案中，19号线二期未设置本站。初步设计方案调整龙港站~怡心湖站区间线路位置，进行截弯取直后，增设本站。[6]
- 2021年11月9日，车站主体结构封顶。[4]
- 2023年11月28日，车站启用。